# Centrale nucleare di Onagawa
La  centrale nucleare di Onagawa  ( 女川原子力発電所 ?,  Onagawa genshiryoku hatsudensho ,  ()) è una centrale nucleare giapponese situata presso Onagawa, nei pressi della cittadina di Ishinomaki sul territorio della prefettura di Miyagi.
Dispone di 3 reattori costruiti su un'area di 1 730 000 m2. I lavori di costruzione della prima unità iniziarono l'8 luglio 1980, per concludersi meno di 4 anni più tardi: si tratta di una delle centrali costruite più rapidamente al mondo. 
Tutti e tre i reattori furono costruiti da Toshiba.
| Unità       | Tipo | Inizio costruzione | Prima criticità | Prima connessione alla rete | Entrata a regime | Data di spegnimento permanente | Stato                 | Potenza elettrica | Note  |
| ----------- | ---- | ------------------ | --------------- | --------------------------- | ---------------- | ------------------------------ | --------------------- | ----------------- | ----- |
| Onagawa – 1 | BWR  | 8 Luglio 1980      | 18 Ottobre 1983 | 18 Novembre 1983            | 1º Giugno 1984   | 21 Dicembre 2018               | Spegimento permanente | 524 MW            | [ 2 ] |
| Onagawa – 2 | BWR  | 12 Aprile 1991     | 2 Novembre 1994 | 23 Dicembre 1994            | 28 Luglio 1995   |                                | Operativo             | 825 MW            | [ 3 ] |
| Onagawa – 3 | BWR  | 23 Gennaio 1998    | 26 Aprile 2001  | 30 Maggio 2001              | 30 Gennaio 2002  |                                | Riavvio in sospeso    | 825 MW            | [ 4 ] |

## Eventi

### 2001
Si verificò un piccolo incendio negli uffici amministrativi, senza ripercussioni sul funzionamento della centrale.

### 2005
Il 25 febbraio l'unità 1 fu spenta manualmente per una fuoriuscita di piccole quantità di azoto dal contenimento del reattore.
Ad agosto l'area fu colpita da un terremoto di magnitudo 7,2 Richter: secondo le analisi, i reattori non subirono danni. Quando si verificò il terremoto di Miyagi Offshore il 16 agosto 2005, tutte e tre le unità del NPS di Onagawa si spensero automaticamente in base al segnale di "Strong Seismic Acceleration".

### 2006
A maggio fu confermata una perdita da una tubatura, nell'unità 2, provocata da detriti. Il 7 giugno alcune difficoltà sul controllo della pressione nell'unità 2 hanno indotto a ispezioni aggiuntive. A luglio il ministero dell'industria giapponese stabilì che le prestazioni dell'unità 2 erano insoddisfacenti. Nello stesso mese il reattore dell'unità 3 fu spento per tornare operativo a novembre.

### 2011
L'11 marzo un sisma di magnitudo 9,0 con conseguente tsunami, oltre a provocare migliaia di morti e feriti sul territorio nazionale, ha danneggiato la centrale nonostante lo spegnimento dei reattori. Inizialmente si raggiunsero livelli di radioattività pari a 21μSv/h, e per questa ragione fu dichiarato uno stato di emergenza al livello più basso: dopo poche ore l'AIEA annunciò il ritorno ai livelli di normalità. Si verificò anche un incendio nelle turbine. Ad aprile una nuova scossa provocò perdite di acqua radioattiva.

### 2024
Il 29 ottobre 2024 il reattore N°2 della centrale nucleare di Onagawa viene riattivato con la stessa potenza elettrica lorda di progetto, 825 MW. A seguito del disastro di Fukushima, in Giappone sono state adottate norme sulla sicurezza ancora più severe; per adattare alle nuove richieste i propri impianti produttivi, centrala di Onagawa inclusa, la Tōhoku Electric ha investito un totale di circa 570 miliardi di yen.